# SX7
Az SX7 a Junkies 2001-ben kiadott stúdióalbuma.

## Az album dalai
1. Ébredj fel
2. Amszterdami kávé
3. Állj mellém
4. Hang a fejemben
5. Félbe tépve
6. Rám mámor vár
7. Jó vagyok (De nem használható)
8. Pusztul a világ
9. Csinálj úgy, mintha szeretnél
10. Élni tudni kell
11. Revelation Mary
12. A szerelem öl
13. Engedj el
14. 2000

## Közreműködők
- Szekeres András – ének
- Barbaró Attila – gitár, ének, vokál
- Riki Church – basszusgitár, gitár, ének, vokál
- Bonyhádi Bálint – dob
- Szasza – vokál
- Neo zenekar – elektronikus zenei alapok
- Bernhard Hahn - zenei producer

## Külső hivatkozások
- Allmusic Archiválva 2007. szeptember 7-i dátummal a Wayback Machine-ben